# Lucius Volusius Saturninus (pontifex maximus)
Lucius Volusius Saturninus (fl. ca. 55) était un homme politique de l'Empire romain.

## Biographie
Fils de Lucius Volusius Saturninus.
Il fut pontifex maximus ca. 55.
Il fut le père de Lucius Volusius Saturninus.